# Žofie Hekelová

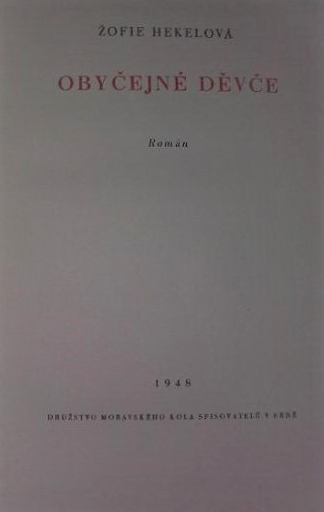
Žofie Hekelová: Obyčejné děvče, 1948

Žofie Hekelová rozená Strnadová (11. listopadu 1920 Konice – 20. července 1993 Lechovice) byla moravská spisovatelka. Svá díla začala vydávat v době protektorátu. Český literární historik František Všetička se k jejímu životu ve své stati vyjádřil slovy: „Je to další literární talent, který komunistická moc nemilosrdně zdeptala.“

## Život
Narodila se v rodině Františka Strnada (* 1892), provozovatele sodovkárny, a Marie roz. Sommrové (* 1892) v dnešní Husově ulici čp. 347. Ráda vzpomínala na své dětství, které prožila v rodině s mladšími bratry Františkem a Janem. V roce 1935 rodiče museli prodat dům a odstěhovali se do Vlčic, kde si pronajali domek a otec vedl obchod s malým hostincem. Žofie v letech 1935–1937 studovala na německé obchodní škole v Olomouci.
Po absolvování školy pracovala jako účetní ve vlčické papírně. Dne 27. 11. 1939 se provdala v Lošticích za literáta, publicistu a vlastivědného pracovníka a pozdějšího správce mohelnického muzea Františka Hekeleho (1909–1969).
Byla v letech 1945–1948 členkou Moravského kola spisovatelů (MKS). V roce 1951 na protest proti uvěznění básníka Václava Renče vystoupila z komunistické strany, kvůli čemuž po označení za „politicky nespolehlivou“ musela opustit místo ekonomky v papírně a byla převedena na manuální práce do nádvorní čety.
Spolupracovala též s rozhlasem; v roce 1943 uvedl protektorátní rozhlas její hru Bloudění, v roce 1960 vysílal Československý rozhlas pásmo cihlářských písniček (spoluautorství s manželem).
Od roku 1968 až do své smrti bydlela v Lechovicích. Věnovala se ručním pracím a vnoučatům. Zemřela 20. července 1993 a byla pohřbena na pavlovském hřbitově. Osobní fond Žofie Hekelové je uložen ve Vlastivědném muzeu v Šumperku.

## Dílo
Žofie Hekelová patří do generace prozaiků, kteří svá díla začali psát a vydávat v době protektorátu.
Román o tyrolském rodu Aigenů byl kritikou přijat příznivě:
| „                                       | V bezvýrazné šedi ženské nadprodukce se objevuje s Hekelovou jméno, k němuž může v budoucnosti snadno přibýt ještě několik závažnějších a dotvořenějších děl, než jaká vycházejí obvykle z ženské snadné a rychlé kuchyně. | “ |
| — Jan Machoň, Lidové noviny 13. 9. 1944 | |   |

### Knižní vydání
- Aigen (původní litografie a obálka František Doubrava; Brno, Družstvo MKS, 1944)
- Obyčejné děvče (román; Brno, Družstvo MKS, 1948)

Podle novinové zprávy měl být v roce 1946 vydán román proletářského děvčete Josefina. V databázi NK ČR však uveden není.

### Nevydaná díla
Nepublikovaná zůstala její poezie a tvorba pro děti, na kterou se zaměřila v šedesátých letech.